# Tallinna JK
Tallinna JK – estoński klub piłkarski z siedzibą w Tallinnie, rozwiązany w 2008 roku.

## Historia
Klub założony został w 1921 roku. W 1921 debiutował w rozgrywkach najwyższej lidze Mistrzostw Estonii. W latach 40. XX wieku został rozwiązany. W 2001 został reaktywowany. 4 stycznia 2008 odbyła się fuzja z klubem SK Legion Tallinn, który przyjął nazwę Tallinna Legion.

## Sukcesy
- mistrz Estonii: 1926, 1928
- wicemistrz Estonii: 1921, 1927, 1929, 1935, 1939
- brązowy medalista Mistrzostw Estonii: 1922, 1924, 1930, 1931, 1933
- zdobywca Pucharu Estonii: 1939, 1940
- finalista Pucharu Estonii: 1938